# Brachymeria mandibulata
Brachymeria mandibulata är en stekelart som beskrevs av Sheikh, Malik och M. Firoz Ahmed 1987. Brachymeria mandibulata ingår i släktet Brachymeria och familjen bredlårsteklar.
Artens utbredningsområde är Pakistan. Inga underarter finns listade.